# Gornji Vijačani
Gornji Vijačani (cyr. Горњи Вијачани) – wieś w Bośni i Hercegowinie, w Republice Serbskiej, w gminie Prnjavor. W 2013 roku liczyła 621 mieszkańców.
W miejscowości znajdował się przed XVII w. prawosławny monaster Stuplje, spalony przez Turków, restytuowany i odbudowany w latach 2008–2009.